# Sinfonia n. 6 (Beethoven)
La Sinfonia n. 6 in fa maggiore Op. 68, detta Pastorale (in tedesco Pastoral-Sinfonie), fu composta da Ludwig van Beethoven tra il 1807 e l'inizio del 1808.
È una delle poche opere beethoveniane dotate di un impianto programmatico esplicito e debuttò il 22 dicembre 1808 al Theater an der Wien, aprendo il medesimo concerto nel quale debuttò, tra l'altro, la Sinfonia n. 5. Il manoscritto originale si trova nella Beethovenhaus.

## Beethoven e la natura

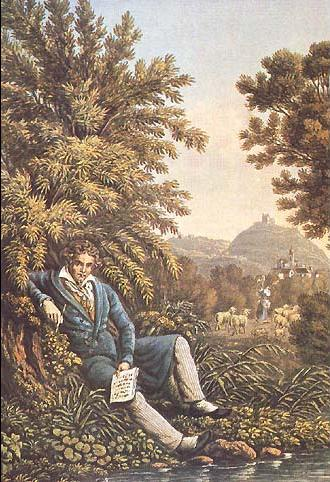
Beethoven mentre compone la VI sinfonia - litografia

Ludwig van Beethoven a quell'epoca passava molto tempo in campagna e ne era affascinato. Lo stare a contatto con la natura lo colpiva nell'intimo creandogli quell'immenso piacere e gioia di partecipare in prima persona alla vita campestre, quel cercare in essa il raggiungimento della pace. Beethoven a riguardo della natura diceva: "Chi potrà mai esprimere tutto ciò?".
Dai suoi trascorsi ricordi nasce la Sinfonia n. 6 in Fa maggiore op.68, composta in contemporanea, tra il 1807 e il 1808, con la Sinfonia n. 5 in Do minore op.67 (anch'essa eseguita nel medesimo concerto del 22 dicembre del 1808).
Beethoven volle mettere anche un sottotitolo all'opera, che chiamò "Pastorale", così come aveva fatto anche precedentemente con la Sinfonia n.3 in mi bemolle maggiore op.55 "Eroica"; per evitare dubbi in merito al fatto che i temi della sinfonia non erano per niente descrittivi, volle aggiungere al sottotitolo: "più espressione del sentimento che pittura dei suoni". Ed è con questo spirito che Beethoven compose la Sesta Sinfonia.

## Movimenti

### I movimento (allegro ma non troppo)
ANALISI
Il metro musicale di questo primo movimento è due quarti; la tonalità di base è fa maggiore. Il tempo indicato è: "Allegro ma non troppo". La struttura formale è quella classica della forma sonata: Esposizione (battute 1 - 138) - Sviluppo (battute 139 - 278) - Riesposizione e Finale (battute 279 - 512).

#### Esposizione
Il primo tema principale appare subito esposto dai violini primi. Un semplice tema di quattro battute: levare - battere - levare - battere. L'armonia è quella classica: si inizia alla tonica (fa maggiore) per finire con la dominante (do maggiore). L'accompagnamento è realizzato dalle viole e violoncelli con un "bordone" sulle note fa - do (tonica - dominante) che alla quarta battuta il fa dei violoncelli si risolve in un do (dominante). [batt. 1 - 4]
Risveglio dei sentimenti all'arrivo in campagna: è un tema dolce, senza contrasti per cui la musica produce solo emozioni piacevoli al risveglio in campagna.
Il tema principale manifesta somiglianze con un canto popolare croato di netto sapore campagnolo: lo studioso croato Kuhac riprodusse tale breve motivo (denominato Sirvonja) in una sua raccolta del 1887. Altri autori osservano che il tema, per quanto fortemente rassomigliante al motivo croato, presenta tuttavia delle lievi differenze rispetto a quest'ultimo ed è pertanto da ritenersi originale o quanto meno trasfigurato; altri autori invece sostengono che negli appunti di Beethoven non compaiono notazioni né abbozzi in merito a tale lied croato, né il nome di Beethoven figura tra i visitatori della biblioteca che raccolse i canti croati e invece appare più documentabile un'ispirazione beethoveniana più legata alle suggestioni derivanti dalle partiture tipo Portrait musical de la Nature di Knecht o le composizioni dell'abate Vogler o le cosiddette sinfonie caratteristiche che circolavano a Vienna all'epoca, in cui tra l'altro non compare traccia del lied tra le esecuzioni dell'epoca.
A misura 5 inizia la "codetta del tema", mentre a misura 9 appare un tema secondario, quasi un solenne corale a 4 voci (il quartetto d'archi), seguito da un inciso (misura 17) ripetuto 10 volte prima in crescendo e poi in diminuendo.  Alla fissità della melodia corrisponde la staticità dell'armonia bloccata sulla dominante (do maggiore). [batt. 9 - 19]
Il tema principale ritorna (misura 28), in modo variato, all'oboe, quindi ai clarinetti e fagotti e infine a tutta l'orchestra. Tutto l'episodio (da misura 28 fino a misura 52) è accompagnato da un lungo pedale (soprattutto viole e violoncelli) sulla tonica (fa maggiore). La transizione (misure 53 - 66) modula dalla tonica (fa maggiore) al sol maggiore settima (misura 63), questa "sentita" come "settima di dominante" (dominante di dominante) rispetto alla dominante vera e propria (do maggiore) che appare finalmente a misura 67 all'entrata del secondo tema.
Il secondo tema principale (misura 67) "un poetico mormorio di arpeggi calanti in do maggiore" è presentato sempre dal "quartetto d'archi": violini primi per l'arpeggio e violoncelli per una semplice linea melodica. Tema ripreso poi dai violini primi e in controcanto dai legni. Questo secondo tema non si contrappone al primo tema, come solitamente veniva fatto nella forma sonata, ma ne continua il carattere dolce e tipicamente pastorale.[batt. 62 - 75]
Dopo che il secondo tema principale è stato più volte ripreso dalle varie sezioni dell'orchestra e dopo un crescendo, appare un nuovo motivo derivato chiaramente dal primo tema principale  (misura 93). Il motivo viene ripresentato una seconda volta sempre con l'armonia della dominante (do maggiore).[batt. 93 - 96]
L'armonia rimane ancora alla dominante e continua ancora a lungo fino al pedale sul do, delle viole, violoncelli e contrabassi, da misura 115 (inizio della coda dell'esposizione) a misura 136 (4 battute prima della Ripresa), mentre i violini ripetono incessantemente una figura ricavata dal nuovo tema. Si giunge così alle ultime battute dell'esposizione.[batt. 115 - 119]

#### Sviluppo
Dopo il ritornello (la ripetizione integrale dell'esposizione) inizia lo sviluppo (battute 139 - 278) basato inizialmente sul tema principale prima con i violini e con l'armonia della dominante (do maggiore settima) quindi con il clarinetto e l'armonia della tonica (fa maggiore settima).[batt. 139-150]
A misura 151 inizia una lunga serie di iterazioni ritmico-melodiche, su un continuo crescendo, basate sull'inciso  derivato dalla seconda battuta del tema principale. L'inciso si appoggia su una serie di pedali: da misura 151 a misura 162 sulla sottodominante della tonica fa (si bemolle maggiore) e da misura 163 a misura 193 sulla dominante della sopratonica della tonica fa (re maggiore - con sopratonica = sol). A misura 191, come previsto dal relativo pedale di dominante, ritorna il tema armonizzato sulla sopratonica della tonica fa (sol maggiore). Qui l'armonia con il fa diesis si è allontanata al massimo dalla tonica di base! [batt. 151-194] 
Riprendono, a misura 197, le iterazioni ritmico-melodiche sull'inciso e su un pedale di sopratonica della tonica fa (sol maggiore). A misura 209 il pedale modula sulla dominante (mi maggiore) della mediante della tonica fa (la maggiore). Come nell'episodio precedente il tema principale ricompare, a misura 237, alla mediante della tonica fa (la maggiore). [batt. 197-240]
A misura 243, sempre nel tono di la maggiore, appare esposto dai legni (flauti e fagotti) e poi ripreso dai violini e quindi ripetuto più volte, il tema secondario dell'esposizione a misura 9. Una breve disgressione in minore (sol minore) a misura 257 prepara la vicina ripresa.  Altre due misure (261 - 262) sulla sopratonica (sol maggiore), ossia la dominante della dominante, che si risolvono quindi nella dominante (do maggiore) a misura 263 insieme ad un fortissimo orchestrale. Le ultime battute dello sviluppo (da misura 275 fino alla ripresa) si chiudono su una cadenza plagale (V - IV - I, ossia do maggiore - si bemolle maggiore - fa maggiore).

#### Riesposizione e finale
La riesposizione ripropone il primo tema alla tonica (fa maggiore) seguito dal tema secondario (misura 293). Ripropone l'inciso con la stessa modulazione (dominante - tonica) e il fortissimo orchestrale sulla tonica. Il secondo tema ora viene ripresentato alla tonica (misura 346). Naturalmente, da un punto di vista armonico, è preparato da un accordo di do maggiore settima (misura 340). Così anche il "nuovo tema" della misura 372 si ripresenta alla tonica. Sempre alla tonica si presenta il pedale di chiusura della riesposizione.
Il finale (a misura 418) inizia con il tema principale e si presenta più ricco da un punto di vista armonico. L'accordo, sul quale si appoggia il tema, è un fa maggiore settima che è "sentito" come la dominante della sottodominante (quest'ultima essendo un si bemolle). Infatti il tema alla misura 422 viene ora armonizzato in si bemolle maggiore (sottodominante) e sempre alla sottodominante appare un pedale da misura 428 a misura 436. Un accordo della dominante (do maggiore) sviluppato su tre battute (da 437 a 439) conduce ad un altro pedale sulla tonica (fa maggiore). Ora il discorso musicale, in vista del finale, si fa più serrato e l'armonia oscilla continuamente fra dominante e tonica fino agli accordi conclusivi sulla tonica (fa maggiore).

#### Schema riassuntivo
| Parte                        | Sezione                          | Sottosezione                                      | Grado                                                                  | Tonalità                               | Battute:da-a |
| ---------------------------- | -------------------------------- | ------------------------------------------------- | ---------------------------------------------------------------------- | -------------------------------------- | ------------ |
| Esposizione                  | Tema principale o Primo tema     | Esposizione del tema                              | I (tonica) => V (dominante)                                            | fa magg. => do magg.                   | 1 – 4        |
| Esposizione                  | Tema principale o Primo tema     | Codetta del tema                                  | I (tonica)                                                             | fa maggiore                            | 5 - 8        |
| Esposizione                  | Tema secondario                  |                                                   | I (tonica)                                                             | fa maggiore                            | 9 - 11       |
| Esposizione                  | Ripetizione del tema secondario  |                                                   | I (tonica)                                                             | fa maggiore                            | 12 - 15      |
| Esposizione                  | Iterazione di un inciso          |                                                   | Pedale di dominante                                                    | do maggiore                            | 15 - 26      |
| Esposizione                  | Ripresa variata del primo tema   | (fasi conclusive dell'esposizione del primo tema) | I (tonica)                                                             | fa maggiore                            | 27 - 52      |
| Esposizione                  | Transizione                      | (sezione modulante)                               | I (tonica) => VI (sopradominante = dominante di dominante)             | fa magg. => sol magg. 7a               | 53 - 66      |
| Esposizione                  | Seconda idea                     | Secondo tema                                      | V (dominante)                                                          | do maggiore                            | 67 - 74      |
| Esposizione                  | Seconda idea                     | Codetta del tema                                  | V (dominante)                                                          | sol magg.                              | 51 - 92      |
| Esposizione                  | Nuovo tema                       | (derivato dal primo tema)                         | V (dominante)                                                          | do maggiore                            | 93 - 96      |
| Esposizione                  | Ripetizione del nuovo tema       | (codetta del tema)                                | V (dominante)                                                          | do maggiore                            | 93 - 114     |
| Esposizione                  | Coda dell'esposizione            |                                                   | Pedale di dominante                                                    | do maggiore                            | 115 - 138    |
| Ripetizione dell'esposizione |                                  |                                                   |                                                                        |                                        |              |
| Sviluppo                     | Sviluppo del tema principale     |                                                   | V (dominante) / I (tonica)                                             | do magg. 7a / fa magg. 7a              | 139 - 150    |
| Sviluppo                     | Primo crescendo                  | Iterazione dell'inciso dell'esposizione           | IV (sottodominante)                                                    | si bemolle maggiore                    | 151 - 162    |
| Sviluppo                     | Primo crescendo                  | (inciso)                                          | VI (sopradominante)                                                    | re maggiore                            | 163 - 190    |
| Sviluppo                     | Primo crescendo                  | Conclusione sul tema principale                   | II (sopratonica)                                                       | sol maggiore                           | 191 - 196    |
| Sviluppo                     | Secondo crescendo                | Iterazione dell'inciso dell'esposizione           | II (sopratonica)                                                       | sol maggiore                           | 197 - 208    |
| Sviluppo                     | Secondo crescendo                | (inciso)                                          | VII (sensibile)                                                        | mi maggiore                            | 209 - 236    |
| Sviluppo                     | Secondo crescendo                | Conclusione sul tema principale                   | III (mediante)                                                         | la maggiore                            | 237 - 242    |
| Sviluppo                     | Tema secondario dell'esposizione |                                                   | III (mediante)                                                         | la maggiore                            | 243 - 256    |
| Sviluppo                     | Disgressione in minore           |                                                   | II (sopratonica)                                                       | sol minore                             | 257 - 262    |
| Sviluppo                     | Coda dello sviluppo              | (con cadenza plagale)                             | V (dominante) - IV (sottodominante) - I (tonica)                       | do magg. - si bemolle magg. - fa magg. | 263 - 278    |
| Ripresa                      | Tema principale                  |                                                   | I (tonica)                                                             | fa maggiore                            | 279 - 292    |
| Ripresa                      | Tema secondario                  |                                                   | I (tonica)                                                             | fa maggiore                            | 293 - 299    |
| Ripresa                      | Iterazione di un inciso          |                                                   | Pedale di dominante                                                    | do maggiore                            | 300 - 311    |
| Ripresa                      | Ripresa variata del primo tema   |                                                   | I (tonica)                                                             | fa maggiore                            | 312 - 327    |
| Ripresa                      | Transizione                      | (sezione modulante)                               | => V (dominante)                                                       | do magg. 7a                            | 328 - 345    |
| Ripresa                      | Secondo tema                     |                                                   | I (tonica)                                                             | fa maggiore                            | 346 - 370    |
| Ripresa                      | Nuovo tema                       | (derivato dal primo tema)                         | I (tonica)                                                             | fa maggiore                            | 371 - 382    |
| Ripresa                      | Fasi finali della riesposizione  |                                                   | I (tonica)                                                             | fa maggiore                            | 383 - 417    |
| Finale                       | Tema principale e sviluppo       |                                                   | I (tonica ossia dominante della sottodominante) => IV (sottodominante) | fa maggiore 7a => si bemolle maggiore  | 418 - 436    |
| Finale                       | Ulteriori sviluppi               | (continui pedali)                                 | V (dominante) => I (tonica)                                            | do magg. => fa magg.                   | 437 - 449    |
| Finale                       | Fasi finali                      |                                                   | V (dominante) => I (tonica)                                            | do magg. => fa magg.                   | 450 - 512    |

### II movimento (andante molto mosso)
Scena al ruscello: una scena prettamente idilliaca tutta incentrata al ruscello con i suoi abituali frequentatori; qui prende vigore il cinguettio dell'usignolo, la quaglia e il cucù, imitati rispettivamente dal flauto, dall'oboe, dal clarinetto. Un bellissimo tocco di naturalismo sonoro. Questa scena rappresenta in sintesi il cuore della sinfonia stessa e non a torto Beethoven tenne a dire: gli uccelli che cantavano intorno prendevano parte alla composizione.

### III movimento (allegro)
Lieta brigata di campagnoli, scherzo: danze dei contadini in festa composte elaborando il tema principale del I movimento con suoni di pifferi e cornamusa appoggiati su uno staccato di archi, introducono così quella festosa riunione dei contadini.

### IV movimento (allegro)
Il temporale: è l'imprevisto passaggio di un temporale che scatena una tempesta, dove il realismo diventa imperante con il prorompere dei timpani, delle trombe e l'entrata dei tromboni, strumenti usati per la prima volta nella sinfonia, con i bassi che avvisano il suo arrivo, il calare e scendere della musica fino all'innalzamento finale per poi scemare man mano al ritorno della calma. In questo movimento si sente tutto il romanticismo di Beethoven e la grande capacità di utilizzare il materiale sonoro per descrivere eventi ed emozioni.

### V movimento (allegretto)
Canto pastorale: sentimenti di gioia e di riconoscenza dopo il temporale: l'atto finale, infine, apre con un'introduzione di zampogna e affida al clarinetto l'ingresso del tema, porta alla conclusione dell'opera; ora il ringraziare e gioire, con il suo moto ondulante che ci culla, perché la tempesta ormai è solo un ricordo, si riallaccia al tema del primo movimento in cui l'uomo si sveglia e dialoga con la natura.

## Discografia
- London Philharmonic Orchestra, Otto Klemperer, Columbia QCX 10317
- London Philharmonic Orchestra, Pierre Monteux, RCA LM 9316
- BBC Symphony Orchestra, Arturo Toscanini, La Voce del Padrone,QJLP 107
- Columbia Symphony Orchestra, Bruno Walter, CBS BRG 72059
- Berliner Philharmoniker, Herbert von Karajan,D.G.415833
- Berliner Philharmoniker, André Cluitens, EMI QIM 6376
- Orchestra dell'Opera di Stato del Württemberg di Stoccarda, Karl Dammer Pro Musica PMC 1027
- Boston Symphony Orchestra, Erich Leinsdorf, RCA GL 47501
- Philharmonia Orchestra, Herbert von Karajan,Columbia QCX 10093
- NBC Symphony Orchestra, Arturo Toscanini, RCA LM 1755
- Philadelphia Orchestra, Leopold Stokowski, WDX 0103
- Berliner Philharmoniker, Herbert von Karajan, DGG SKL 105
- Orchester der Wiener Staatsoper, Michael Gielen, Vedette, VSC 4040
- Wiener Philharmoniker, Franz Schalk, La Voce del Padrone, AW 1/5
- Berliner Philharmoniker, Claudio Abbado, 00289 477 5864
- Philadelphia Orchestra, Riccardo Muti,EMI, 065-03501
- Bayerischer Staatsorchester, Carlos Kleiber, Orfeo, C600 031 B